# Pteropus tokudae
La volpe volante di Guam (Pteropus tokudae Tate, 1934) è un pipistrello appartenente alla famiglia degli Pteropodidi, vissuto in epoca recente sull'isola di Guam.

## Descrizione

### Dimensioni
Pipistrello di medie dimensioni, con la lunghezza della testa e del corpo fino a 225 mm, la lunghezza dell'avambraccio di circa 95 mm,  e un peso fino a 151,8 g.

### Aspetto
La pelliccia è corta, più lunga ed eretta sulle spalle. Il colore generale del corpo è marrone scuro. Le spalle sono più chiare del dorso, mentre la testa è nero-brunastra con dei riflessi grigiastri. I lati del collo sono color ruggine. C'è un ciuffo di peli color ocra intorno a delle ghiandole situate sui lati del collo. Il muso è relativamente corto, gli occhi sono grandi. Le orecchie sono prominenti e con l'estremità arrotondata. La tibia è cosparsa di pochi peli. È privo di coda, mentre l'uropatagio è ridotto ad una sottile membrana lungo la parte interna degli arti inferiori.

## Biologia

### Alimentazione
Si nutriva probabilmente di frutti.

## Distribuzione e habitat
L'areale di questa specie era ristretto all'isola di Guam.

## Tassonomia
In accordo alla suddivisione del genere Pteropus effettuata da Andersen, P. tokudae è stato inserito successivamente nello  P. pselaphon species Group, insieme a P. pselaphon stesso, P. insularis, P. pilosus, P. nitendiensis, P. vetulus, P. fundatus, P. tuberculatus  e P. allenorum. Tale appartenenza si basa sulle caratteristiche di avere un rostro del cranio accorciato, sulla presenza di un ripiano basale nei premolari e sulla presenza di una cuspide aggiuntiva sui canini superiori.
Altre specie simpatriche dello stesso genere: P. mariannus.

## Conservazione
Nessun esemplare è stato più localizzato dopo l'ultima cattura effettuata nel 1966. Ogni successiva spedizione non ha riportato osservazioni certe. La sua scomparsa è dovuta principalmente alla caccia come fonte di alimentazione dei nativi dell'isola e all'introduzione di un serpente predatore, il serpente arboricolo bruno. La IUCN Red List, in base a quanto detto, ha classificato nel 2008 P. tokudae come specie estinta (EX).